# Apostolicum

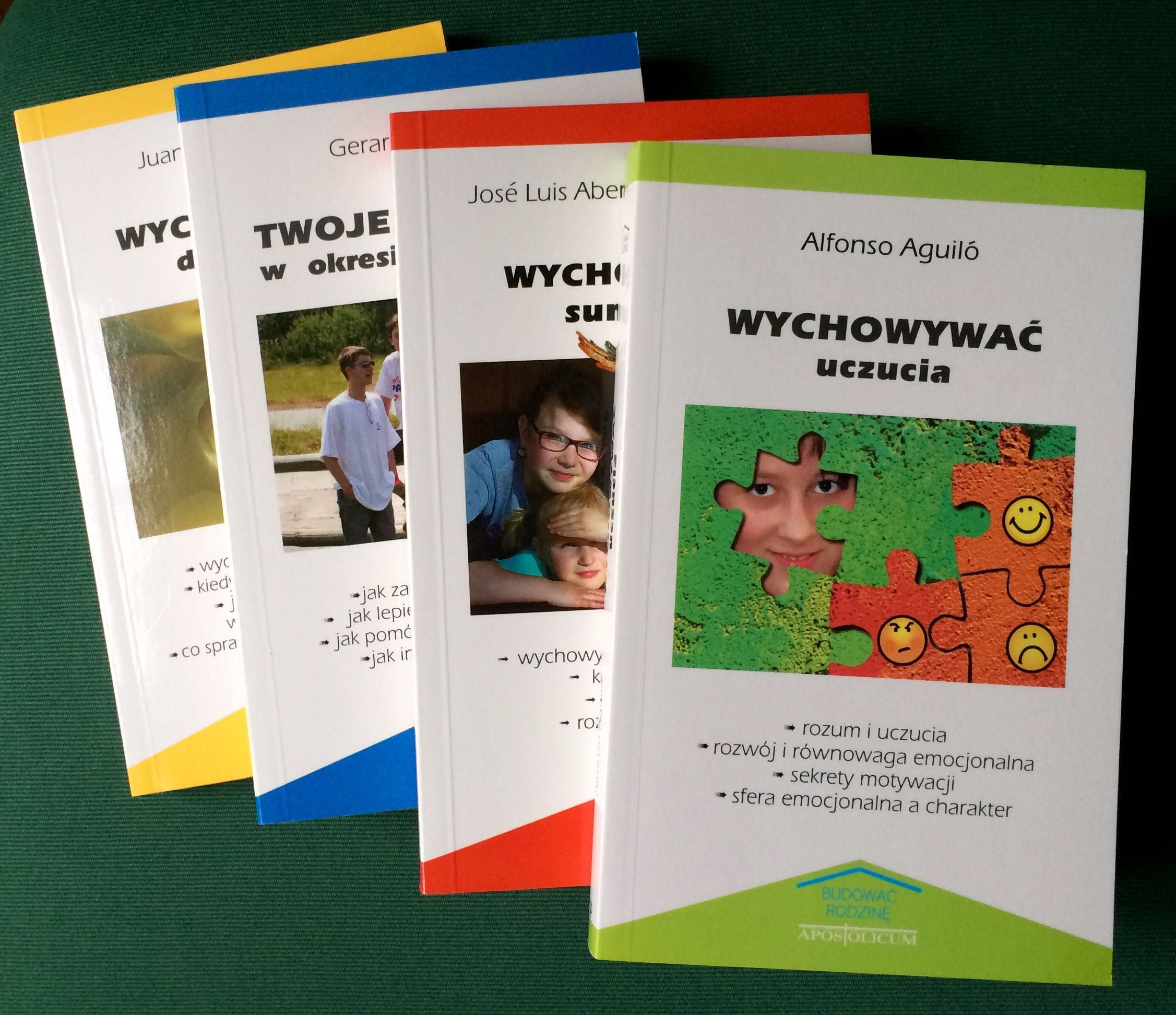
Przykład książek z tematu wychowania i rodziny ukazujących się w serii wydawniczej Budować Rodzinę

Apostolicum - oficyna wydawnicza i drukarnia prowadzona przez pallotynów w Ząbkach koło Warszawy; początkowo działała pod nazwą Pallottinum II.
Po II wojnie światowej pallotyni kontynuowali działalność wydawniczą w ramach poznańskiej drukarni i wydawnictwa Pallottinum. W 1972 roku rozpoczęto budowę nowej drukarni w Ząbkach, którą w 1984 roku nazwano „Pallottinum II”. Nowa drukarnia zaczęła się prężnie rozwijać, dlatego w lipcu 1985 rozpoczęło funkcjonowanie Pallottinum II - Wydawnictwo, zależne od Pallottinum.
W obliczu nowych zadań apostolskich, w 1993  Polską Prowincję Księży Pallotynów przekształcono w dwie i wówczas w Ząbkach powstało - obok istniejącego w Poznaniu Pallottinum – samodzielne wydawnictwo pod nazwą Apostolicum. Od tego momentu jest ono wydawnictwem pallotyńskiej Prowincji Chrystusa Króla (Warszawskiej). Pallottinum pozostało wydawnictwem Prowincji Zwiastowania Pańskiego (Poznańskiej).
Obecnie Apostolicum wydaje rocznie około 40 nowości książkowych i 50 wznowień. 
Współpracuje z "Frondą". Wraz z Księgarnią św. Jacka wydaje książki o Opus Dei.